# هیالوفان
هیالوفان  (به انگلیسی: Hyalophane) با فرمول شیمیایی (KBa)[(AlSi)2Si2O8] از مجموعه کانی هاست و از کلمه یونانی hualos بمعنای شیشه و Phanos یعنی درخشان گرفته شده‌است. به سختی ذوب شده و حباب تولید می‌کند. در اسیدها نامحلول است. مخلوط ایزومرف آدولرو سلستین برای اولین بار در سوئیس کشف شد و از نظر شکل بلور: منشوری - رمبوئدر، رنگ: بی رنگ - سفید - زرد، شفافیت: شفاف - نیمه شفاف، شکستگی: صدفی - نامنظم، جلا: شیشه ای، رخ: کامل - مطابق با سطح، سیستم تبلور: مونوکلینیک و در رده‌بندی سیلیکات است  و منشأ تشکیل آن ماگمائی - دگرگونی مجاورتی است.
همایند کانی‌شناسی (پارانژ) آن - دولومیت- اسکاپولیت است
، از نظر ژیزمان بلوری - توده‌ای - متراکم تقریباََ کمیاب است و بیشتر در سوئیس، سوئد، روسیه، نامبیا، ژاپن و یوگسلاوی یافت می‌شود.

## منبع
- پردیس کشاورزی ایران